# Хајстенбах
Хајстенбах (њем. Heistenbach) општина је у њемачкој савезној држави Рајна-Палатинат. Једно је од 137 општинских средишта округа Рајн-Лан. Према процјени из 2010. у општини је живјело 1.127 становника. Посједује регионалну шифру (AGS) 7141053.

## Географски и демографски подаци
Хајстенбах се налази у савезној држави Рајна-Палатинат у округу Рајн-Лан. Општина се налази на надморској висини од 170 метара. Површина општине износи 5,3 km². У самом мјесту је, према процјени из 2010. године, живјело 1.127 становника. Просјечна густина становништва износи 214 становника/km².